# Michael H. Weinstein
Michael H. Weinstein (* 26. Juni 1960 in Lausanne) ist ein US-amerikanischer Komponist, Hornist und Musikpädagoge.
Weinstein studierte am Konservatorium der State University of New York at Purchase, am New England Conservatory of Music und an der Brandeis University. Seine wichtigsten Lehrer waren Marty Boykan, Malcolm Peyton, Harold Shapero und Yehudi Wyner (Komposition), Robert Fertita, Steve Lubin, Allen Anderson, Allen Keiler und Robert Cogan (Musiktheorie) sowie Harry Berv, Daniel Katzen und William Purvis (Horn).
1985 zählte er zu den Gründern des Capital Brass, eines Bläserquintetts, das sich besonders der Musik zeitgenössischer Komponisten aus New England widmet und u. a. 1997 die Uraufführung von John Habisons Magnum Mysterium spielte. Weiterhin ist er Hornist des Alcyon Chamber Ensemble und des North Winds Woodwind Quintet. Von 1989 bis 2000 war er Zweiter Hornist im Cape Symphony Orchestra, ab 1994 außerdem Dritter Hornist im Nashua Symphony Orchestra und ab 2001 Erster Hornist im Massachusetts Symphony Orchestra. Außerdem arbeitete er freiberuflich mit dem Boston Classical Orchestra, dem Boston Philharmonic Orchestra, der Civic Symphony of Boston, dem Pro Arte Orchestra of Cambridge, Back Bay Chorale, Emmanuel Music und Masterworks Chorale zusammen.
1991–92 spielte er während eines akademischen Jahres in Berlin im Boris Blacher Ensemble für Neue Musik und im von Peter Schwarz geleiteten Ars Nova Ensemble Berlin. In den 1990er Jahren trat er mehrmals bei den Darmstädter Ferienkursen auf und gab Meisterklassen mit den Posaunisten Barrie Webb und Michel Svoboda und dem Trompeter Markus Stockhausen. Seit 2001 leitet er das Musikdepartment an der Cambridge School of Weston. Er dirigiert dort den Chor und das Kammerorchester, leitet das Contemporary Ensemble und gibt Kurse in Musikgeschichte, Theorie und Komposition. Als Assistent Professor für Komposition unterrichtet er Harmonielehre, Kontrapunkt und Computermusik am Berklee College of Music. Außerdem unterrichtet er Musiktheorie am New England Conservatory und wirkte 2010–11 als Gastprofessor für Musiktheorie an der Brandeis University.
Weinstein komponierte mehr als 50 Werke, darunter Stücke für Orchester, für Holz- und Blechbläserensembles und andere kammermusikalische Besetzungen, Lieder, Chorwerke und Werke für Soloinstrumente. Seine Kompositionen wurden von verschiedenen Ensembles in den USA, in Paris, Berlin und Moskau aufgeführt und erscheinen im Druck bei Boosey & Hawkes und Micha Music.